# Celebeszi kuszkusz
A celebeszi kuszkusz (Strigocuscus celebensis) az emlősök (Mammalia) osztályának a Diprotodontia rendjébe, ezen belül a kuszkuszfélék (Phalangeridae) családjába tartozó faj.

## Elterjedése
Indonézia területén honos, azon belül is a Celebesz-szigeten él.

## Megjelenése
Testhossza 29–38 cm, testtömege 1 kg. Szőre világosbarna, a hátán sötét csík van.

## Életmódja
A celebeszi kuszkusz éjjel aktív és a fán él. A pálma koronáján alszik. A hímek agresszívek egymás iránt, mint a legtöbb kuszkuszfélefaj, így nem lehet fogságban tartani együtt két hímet. Leveleket, gyümölcsöket, virágokat, fakérget, virágport, gombákat fogyaszt. Élettartama ismeretlen, a többi kuszkuszféle fogságban 3–11 évig él.

## Szaporodása
A celebeszi kuszkusz évente 1-2 almot nevel fel. A 20 napig tartó vemhesség végén világra hozza a nőstény 1–4 kölykét. A születés után 5 és 8 hónappal a kölykök elhagyják az erszényt.